# Grünberg (Brüssow)
Grünberg ist ein Ortsteil der Stadt Brüssow des Amtes Brüssow (Uckermark) im Landkreis Uckermark in Brandenburg.

## Geographie
Der Ort liegt fünf Kilometer südsüdöstlich von Brüssow. Die Nachbarorte sind Frauenhagen im Norden, Woddow im Nordosten, Bagemühl und Battin-Ausbau im Osten, Battin im Südosten, Schwaneberg, Albrechtshof und Klausthal im Südwesten sowie Trampe im Nordwesten.
Der Haltepunkt Grünberg (Uckerm) lag an der Bahnstrecke Prenzlau–Löcknitz.